# Giovanni Guler von Weineck
Giovanni Guler von Weineck (Johann Guler von Wyneck; Davos, 31 ottobre 1562 – Coira, 3 febbraio 1637) è stato un diplomatico, storico e cartografo svizzero.
Nato come Johann Guler da Hans Guler e Anna Buol, nel 1583 sposò in prime nozze Barbla von Perini, che morì dopo soli cinque anni. Nel 1591 sposò in seconde nozze Elisabeth von Salis, figlia di Andrea Salis che portava in dote il castello di Wynegg o Wyneck presso Malans, negli attuali Grigioni (CH). Dopo il matrimonio, Johann Guler si stabilì nel castello e ne aggiunse il nome al proprio cognome che da allora divenne Guler von Wyneck. Il castello di Wyneck rimarrà residenza dei Guler von Wyneck fino alla seconda metà del secolo XVIII.
Dopo aver frequentato la scuola latina a Coira, nel 1574 studiò a Zurigo, dal 1580 a Ginevra e infine nel 1582 a Basilea. 
Nel 1582, prima che avesse terminato gli studi, fu nominato cancelliere dagli abitanti di Davos e più tardi vessillifero della Lega Grigia.
Dopo aver ricoperto la carica di governatore generale della Valtellina  nel biennio 1587-88, fu Landamano di Davos dal 1592 al 1604.
La sua attività diplomatica fu particolarmente intensa con numerose missioni alle corti di Milano, Venezia e Parigi.
Sostenitore di un'alleanza grigionese con Venezia, fu proclamato cavaliere di San Marco nel 1603. Queste simpatie per Venezia gli costarono una condanna a morte da parte di un tribunale ostile nell'anno 1607; la condanna venne però annullata nello stesso prima dell'esecuzione, grazie all'intervento di un altro tribunale, questa volta di parte amica. Nel 1618 nel corso di una missione diplomatica presso la corte francese, fu nuovamente nominato cavaliere.

## Rapporti con la Valtellina
Appassionatosi alle terre valtellinesi durante il suo breve governatorato (1587-88), ne diede ampia descrizione nell'opera Raetia.
(Johann Guler von Weineck, 1616)

## Opere
- Raetia, stampato nel 1616 e dedicato a Luigi XIII di Francia - opera tradotta, nel 1959, per la sola parte che riguarda la Valtellina e Val Chiavenna, da Giustino Renato Orsini.
- Püntnerische Handlungen widerholte und vermehrte Deduction stampato nel 1622 - opera riguardante la rivolta della Prettigovia contro l'Austria.